# 쿤밍 지하철
쿤밍 지하철(중국어 간체자: 昆明地铁, 정체자: 昆明地鐵)는 중국 윈난성 쿤밍시 주변 지역의 도시 철도 운송 시스템이고, 2012년 6월에 최초로 6호선을 개통하여 운행하였다. 

## 역사
1993년, 쿤밍에 철로를 세우기 위한 첫 번째 제안이 이루어졌고, 2009년에는 쿤밍 지하철 프로젝트를 국무원으로부터 허가되어 2010년 5월 1일에 쿤밍 지하철 1호선과 2호선이 처음 공식적으로 대공사 건설을 시작했다. 쿤밍의 6호선 운행은 충칭, 청두, 시안, 수도 서방으로 이어져 도시의 철도 노선을 네 부분으로 나누어 개통하게 만들었다. 2013년 5월 30일 남부 섹션에서 시범 운행을 시행하였다. 2014년 4월 30일에는 쿤밍 지하철 1호선과 2호선이 처음 전구간이 연결되어서 시험삼아 운행되었다. 이 시점에서, 쿤밍은 주간선 지하철의 남북향 도시를 연결시켰다.